# Berge (Spanje)
Berge is een gemeente in de Spaanse provincie Teruel in de regio Aragón met een oppervlakte van 42,64 km². Berge telt 248 inwoners (1 januari 2016).